# Уряд національної оборони
Уряд Національної оборони (фр. Gouvernement de la Défense nationale) — військовий уряд (хунта) Третьої Французької республіки, сформований у 1870 році для захисту країни від окупації Німецькою імперією. Вона була утворена після проголошення Республіки в Парижі 4 вересня, що відбулося після капітуляції та полону імператора Наполеона ІІІ пруссаками в битві при Седані. Уряд на чолі з генералом Луї Жюлем Трошю перебував у прусській облозі в Парижі. Двічі робилися спроби прориву, але вони закінчувалися невдачею і зростанням невдоволення громадськості. Наприкінці січня уряд, ще більше розлютивши населення Парижа придушенням революційного повстання, капітулював перед пруссаками. Через два тижні його замінив новий уряд Адольфа Тьєра, який невдовзі ухвалив низку фінансових законів, намагаючись виплатити репарації і таким чином зобов'язати пруссаків залишити Францію, що призвело до спалаху революцій у французьких містах і, врешті-решт, до створення Паризької комуни.

## Витоки
Коли у 1870 році розпочалася Франко-прусська війна, Франція перебувала під владою імператора Наполеона ІІІ. У Парижі була створена Національна асамблея, але її повноваження були обмежені. Широке невдоволення серед членів Асамблеї перед війною, особливо серед соціалістів, нажило Луї-Наполеону багато ворогів. У катастрофічній битві під Седаном Наполеон потрапив у полон до прусської армії, залишивши Францію фактично без уряду. Коли звістка про полон Наполеона досягла Парижа, провідні члени Національної Асамблеї поспішили до готелю де Віль, щоб проголосити новий уряд. У готелі де Віль Леон Гамбетта публічно оголосив про створення Уряду національної оборони 4 вересня, і уряд негайно взяв під свій контроль всі справи у Франції, маючи намір продовжити війну проти Пруссії.

## Видатні члени уряду
Хоча до складу уряду входили різні політичні фракції (за винятком бонапартистів), фактичну владу в уряді національної оборони здійснювали орлеаністи, легітимісти та інші консерватори. Коли генерал Жюль Трошу, орлеаніст, отримав пропозицію очолити уряд, він погодився на неї, спираючись на обіцянку Асамблеї «рішуче захищати релігію, власність і сім'ю».